# Meyer de Haan
Meyer de Haan   (Amsterdam, 14 d'abril de 1852 - Amsterdam, 24 d'octubre de 1895) va ser un pintor neerlandès.

## Biografia
Nascut en una rica família jueva de fabricants de galetes, Meyer de Haan va marxar a París el 1888 i es va unir a Paul Gauguin amb qui tenia un gran vincle al poble de Pouldu a la posada de Marie Henry. Amb Gauguin, van decorar les parets de la fonda.

A canvi de lliçons, va pagar la pensió de Gauguin. Es va adherir molt ràpidament a l'estil de Pont Aven marcat pel cloisonnisme i el sintetisme. Gauguin va escriure a Émile Bernard: 
| « | De Haan funciona molt bé aquí | » |

, I Vincent van Gogh va escriure al seu torn: 
| « | Els dissenys de De Haan són molt bonics, m'agraden molt i tinc moltes ganes de conèixer-lo algun dia. | » |

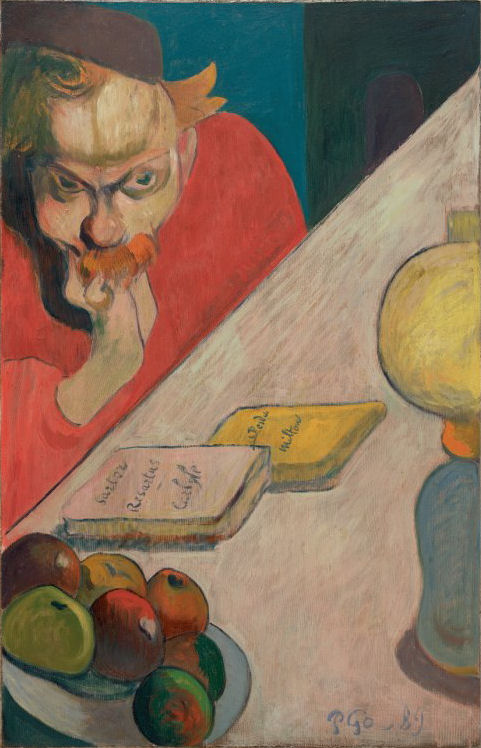
Paul Gauguin, Meyer de Haan (Sota la làmpada) (1889), Nova York, Museu d’Art Modern.

Enamorat de Marie Henry, va tenir una filla amb ella. Quan feia plans per acompanyar Gauguin a Tahití, la seva família li va tallar els ingressos. Va deixar la Bretanya el 1890, confiant les seves pintures a Marie Henry, que va donar a llum a la seva filla el juny de 1891. Va pintar menys de cinquanta obres i la majoria es troben a la col·lecció de Marie Henry.
Gauguin va esculpir el seu retrat en roure policromat cap al 1889-1890 (Ottawa, National Gallery of Canada).

## Col·leccions públiques
- Clohars-Carnoët, Casa-Museu de Pouldu: reconstrucció de la fonda del segle xix on es van reunir els pintors de l'Escola de Pont-Aven: Paul Sérusier, Paul Gauguin, Charles Filiger i Meijer de Haan (Meyer de Haan)[2]

## Exposicions
Exposició Meijer de Haan, el mestre ocult al Museu d'Orsay de París el 2010.

## Galeria

Œuvres de Meyer de Haan
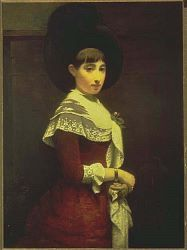
Retrat d'una jove jueva (1886), Jewish Historical Museum, Amsterdam
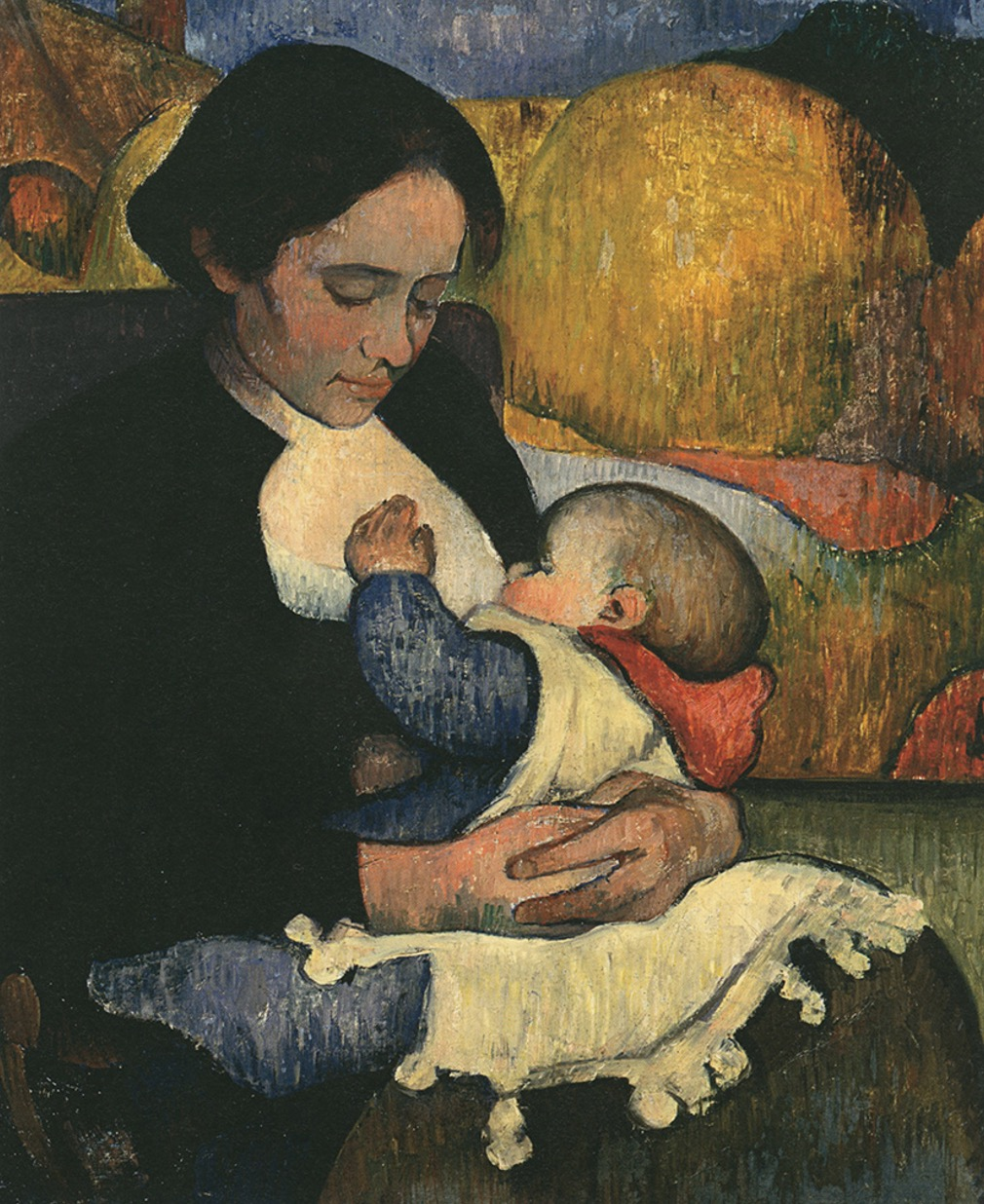
Maternitat, Marie Henry alletant el seu fill (1889), col·lecció privada, Suïssa.
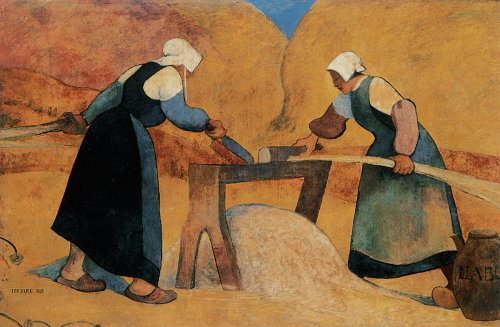
Les Teilleuses de lin (1889), col·lecció privada.
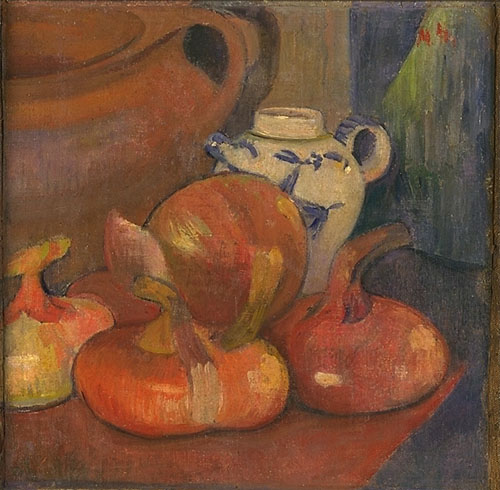
Càntir i cebes (1890), Museu de Belles Arts de Quimper